# Юніон (Південна Кароліна)
Юніон (англ. Union) — місто (англ. city) в США, в окрузі Юніон штату Південна Кароліна. Населення — 8174 особи (2020).

## Географія
Юніон розташований за координатами 34°43′25″ пн. ш. 81°37′29″ зх. д. / 34.72361° пн. ш. 81.62472° зх. д. (34.723618, -81.624828).  За даними Бюро перепису населення США в 2010 році місто мало площу 20,94 км², уся площа — суходіл.

## Демографія
Згідно з переписом 2010 року, у місті мешкали 8393 особи в 3690 домогосподарствах у складі 2254 родин. Густота населення становила 401 особа/км².  Було 4351 помешкання (208/км²).
Расовий склад населення:
| - 50,5 % — білих - 47,0 % — чорних або афроамериканців - 0,4 % — азіатів - 0,3 % — корінних американців |

До двох чи більше рас належало 1,4 %. Частка іспаномовних становила 1,2 % від усіх жителів.
За віковим діапазоном населення розподілялося таким чином: 23,5 % — особи молодші 18 років, 58,5 % — особи у віці 18—64 років, 18,0 % — особи у віці 65 років та старші. Медіана віку мешканця становила 41,3 року. На 100 осіб жіночої статі у місті припадало 80,5 чоловіків;  на 100 жінок у віці від 18 років та старших — 73,9 чоловіків також старших 18 років.
Середній дохід на одне домашнє господарство  становив 41 552 долари США (медіана — 25 862), а середній дохід на одну сім'ю — 51 252 долари (медіана — 36 702). Медіана доходів становила 43 750 доларів для чоловіків та 28 851 долар для жінок. За межею бідності перебувало 29,5 % осіб, у тому числі 43,1 % дітей у віці до 18 років та 13,4 % осіб у віці 65 років та старших.
Цивільне працевлаштоване населення становило 3102 особи. Основні галузі зайнятості: освіта, охорона здоров'я та соціальна допомога — 24,9 %, виробництво — 21,6 %, роздрібна торгівля — 12,6 %, оптова торгівля — 7,1 %.